# ماركو كريست
ماركو كريست (بالألمانية: Marco Christ) (6 نوفمبر 1980 بنورنبرغ في ألمانيا - ) هو لاعب كرة قدم ألماني في مركز الوسط. شارك مع منتخب ألمانيا تحت 16 سنة لكرة القدم ومنتخب ألمانيا تحت 17 سنة لكرة القدم ومنتخب ألمانيا تحت 21 سنة لكرة القدم. أما مع النوادي، فقد لعب مع دينامو دريسدن وفورتونا دوسلدورف وفيهين فيسبادن ونادي آلن ونادي نورنبرغ ويان ريغينسبورغ و1. SC Feucht ‏ وSV Seligenporten ‏ و1. FC Nürnberg II ‏.

## وصلات خارجية
- ماركو كريست على موقع قاعدة بيانات كرة القدم.إي يو (الإنجليزية)
- ماركو كريست على موقع بيانات كرة القدم. دي إي (الألمانية)
- ماركو كريست على موقع عالم كرة القدم.نت (الإنجليزية)